# Raamstraat (Brugge)
De Raamstraat is een straat in Brugge.

## Beschrijving
In een stad die in de middeleeuwen in grote mate leefde van textielproductie en lakennijverheid, stonden ten allen kante 'ramen' op weidegronden, waarop de geproduceerde stoffen werden gespannen om te drogen, te bleken enz.
Het is dan eigenlijk verwonderlijk dat niet méér straten die naam kregen. Het heeft zich in Brugge beperkt tot de Lange Raamstraat en de ernaast gelegen Korte Raamstraat, tot een wijk die men De Rame noemde en tot de hier behandelde Raamstraat.
De ramen die op de wijk 'Cattevoorde' stonden, tussen Ezelstraat en Rozendal, gaven hun naam aan de Raamstraat.
De Raamstraat loopt van het Zakske naar het Pastoor Van Haeckeplantsoen.

## Literatuur

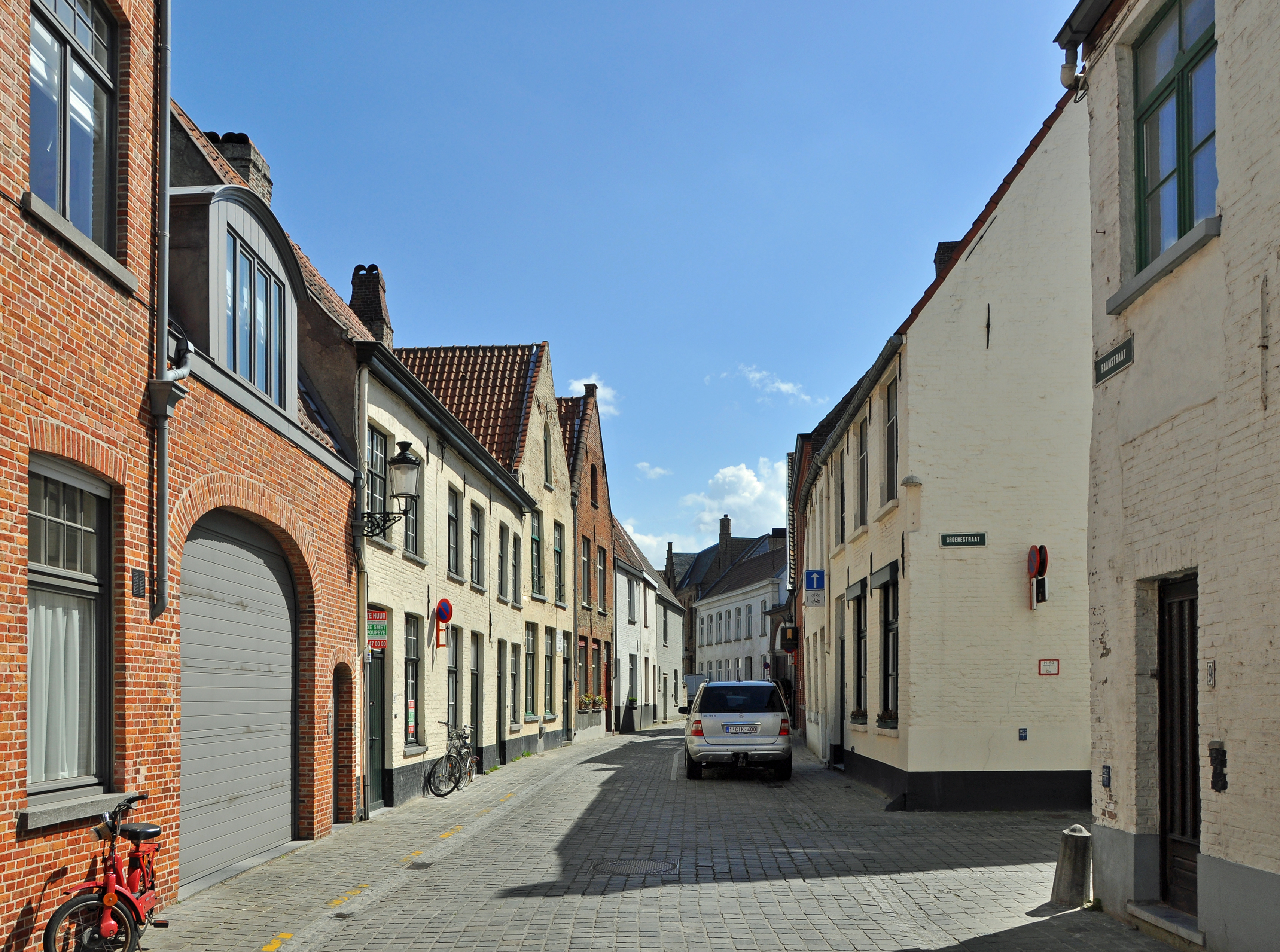
De Raamstraat ter hoogte van de Groenestraat
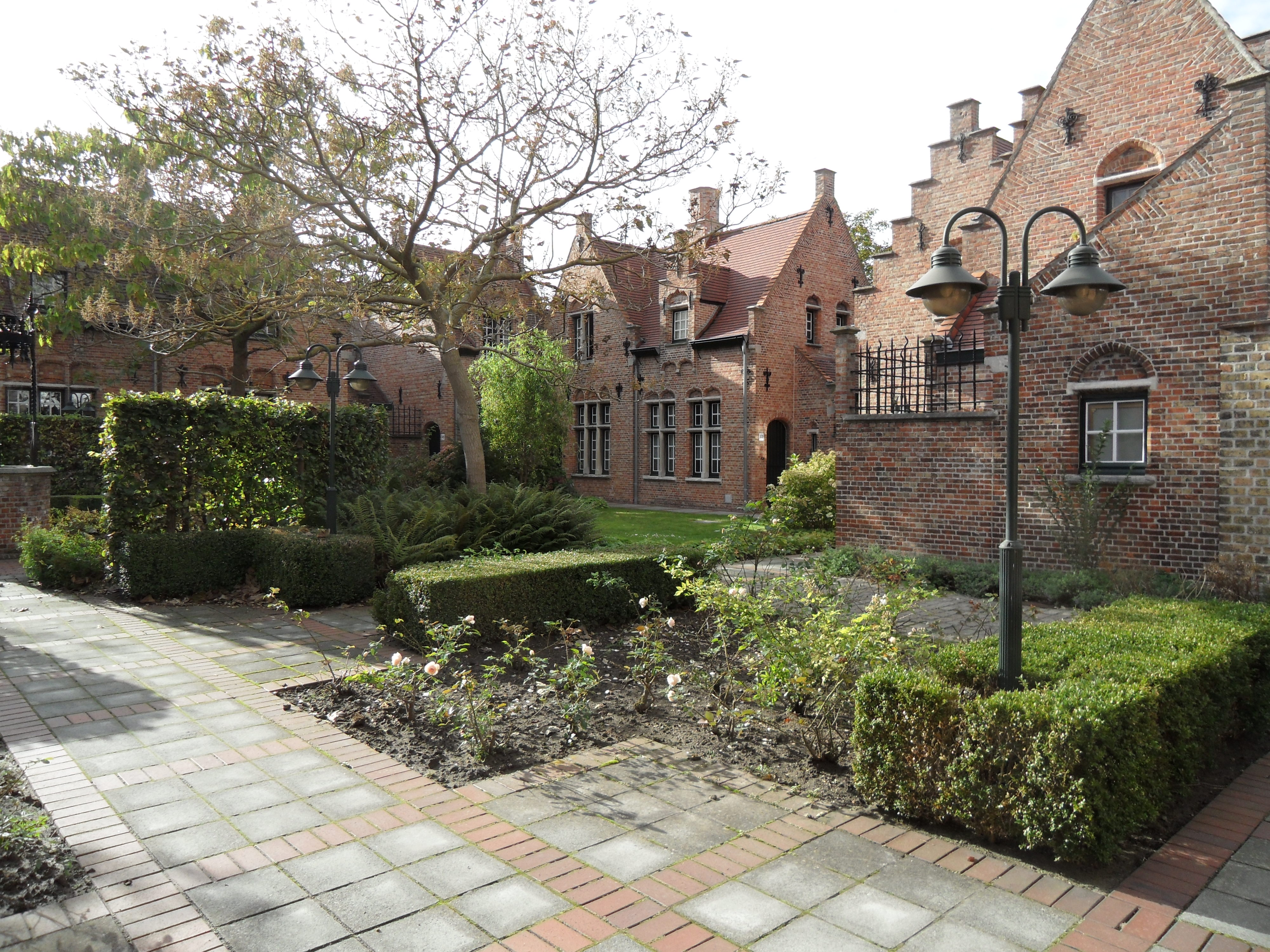
Godshuizen de Croeser